# Jesica Kulesz
Jesica Kulesz (Ciudad autónoma de Buenos Aires, 17 de noviembre de 1987), nacida en el barrio de la Recoleta en la Ciudad Autónoma de Buenos Aires, es una diseñadora de Alta Costura en Argentina.

## Biografía
Egresada de la Escuela Argentina de Moda y habiendo pasado por Universidad Nacional de Lanús, logró los títulos de diseñadora en indumentaria y textil, asesora de imagen y modelista industrial.
Se especializa en Corsés con Moldería Original de Época para hacer un viaje al pasado y traer esa elegancia y sofisticación que tenían las mujeres en el siglo XVIII, donde se lucia totalmente su belleza, y causaban esa admiración tan inalcanzable... Donde detrás de cada detalle de su estructura corsetera, moldería, confección y terminación se escondía un misterio tan resguardado pero que a la vez seducía.
Con un estilo muy barroco, rococó, romántico, victoriano, y renacentista, logra recrear en cada prenda, una historia diferente de cuentos de princesas, reinas, palacios y mundos de ensueños, para devolverle a toda mujer sus fantasías más anheladas y hacerlas sentir verdaderas madames con mucha finura y delicadeza...

En mayo de 2010 se le realizó una nota en el diario de Panamá "Panamá America"

## Experiencias
2011  -  Invitada especial en el programa televisivo La Cocina del Show presentando en el desfile de la cocina su colección "Muñeca brava" conducido por Mariano Iudica y Sofía Zámolo
2011  -  Invitada especial en el desfile de la Escuela Argentina de Moda dentro de la semana del BAAM Argentina Fashion Week 2011, presentando su colección "Muñeca Brava"
2010  -  Sus diseños participaron del libro "Diseño, Moda e Identidad" que realizó la Escuela Argentina de Moda, el cual será presentado en todas las embajadas de Argentina en el mundo.
2010  - Participó en del desfile del estilista Oscar Fernández cerrando con su colección " Sensualité " Primavera/Verano 2010-2011.
2010  - Participó en el desfile "Moda + Historia" abriendo la pasada de "Inmigrantes".
2010  - Participó en el BAAM en el desfile "La Moda del Bicentenario" con un diseño inspirado en 1810, en "Merceditas" la hija del General Don José de San Martín.
2010  - Participó en "Tigre Moda Show"  en conmemoración al día internacional de la mujer,  presentando el diseño de tango "Che Pebeta" como símbolo del Bicentenario.
2010  - Participó en el desfile Day Summer, "La Caseta" playas del faro Mar del Plata, donde su diseño de tango fue desfilado por la vedette Mariana Antoniale, representando a los símbolos Argentinos por el bicentenario.
2010  - Participó en Mar del Plata Moda Show bicentenario presentando un diseño inspirado en el tango y el filete porteño con reminiscencias de 1810, que fue desfilado por Pamela David.
2010  - Colaboró en la realización de los prototipos de la colección para la revista GENTE en Mar del Plata Moda 2010 Show de Myriam Nuñez y Alejandro Bondone.
2009  - Participó junto a fashion freak democracy el 25/11 en Museum presentando su primera colección de Alta Costura, el 26/11 en Godoy y el 27/11 en Planetario.
2009  - Participó en la rueda de prensa de Fashion Freak Axel Hotel 19/11
2009  - Participó en el BAAM Buenos Aires Alta Moda Su vestido cerró el desfile de Tendencias Primavera Verano 2009-2010 de egresados de la Escuela Argentina de Moda.
2009  - Participó en Código País
2008  - Participó en el concurso " Joven Creador de Moda". “Moda y tendencia a través del reciclaje”.
2008  -  Participó en el BAAM Buenos Aires Alta Moda en el Desfile “Grandes diseñadores. Con su cátedra armaron una colección inspirada en Kenzo, compitiendo a su vez con otras cátedras.
2008  - Participó en Canal 7 en el programa “la Séptima Noche” conducido por Juan Alberto Badia, siendo nombrada como los nuevos jóvenes talentos y presentando su diseño de Kenzo.
2008  - Vestuarista en el BAAM Buenos Aires Alta Moda en el
Sheraton Hotel para la marca “Núñez Dibondone”.
2008  - Vestuarista en el Hilton para el evento Exponovias
Vistiendo modelos hombres.
2007  - Participó en el BAAM Buenos Aires Alta Moda. en el Desfile “Enhebrando huellas” auspiciado por el senado de la nación, presentando aquí su primer diseño
2007  – Participó en el concurso “Joven Creador de Moda".
2007  – Participó en el concurso "Enhebrando Huellas"
“Tendencias Urbanas”.
- Datos: Q5929696